# University of Illinois at Urbana-Champaign Women's Volleyball 2018
Questa voce raccoglie le informazioni riguardanti la University of Illinois at Urbana-Champaign Women's Volleyball nella stagione 2018.

## Organigramma societario
Area direttiva
- Presidente: Kent Brown

Area organizzativa
- Direttore delle operazioni: Andy Wenstrand
- Manager: Ryan Deppa

Area tecnica
- Allenatore: Christopher Tamas
- Assistente allenatore: Rashinda Reed, Alfredo Reft
- Assistente allenatore volontario: Jennifer Joines

## Rosa
| N° | Nome               | Ruolo | Data di nascita  | Nazionalità sportiva | Anno      |
| -- | ------------------ | ----- | ---------------- | -------------------- | --------- |
| 1  | Jordyn Poulter     | P     | 31 luglio 1997   | Stati Uniti          | Senior    |
| 2  | Diana Brown        | P     | -                | Stati Uniti          | Freshman  |
| 3  | Taylor Kuper       | L     | -                | Stati Uniti          | Freshman  |
| 4  | Kylie Bruder       | P     | 17 dicembre 1998 | Stati Uniti          | Sophomore |
| 5  | Alison Bastianelli | C     | 24 luglio 1997   | Stati Uniti          | Senior    |
| 7  | Jacqueline Quade   | S     | 1º dicembre 1997 | Stati Uniti          | Junior    |
| 8  | Elizabeth Prince   | S     | 4 ottobre 1996   | Stati Uniti          | Junior    |
| 10 | Emmaline Walters   | L     | 22 dicembre 1998 | Stati Uniti          | Sophomore |
| 12 | Ashlyn Fleming     | C     | -                | Stati Uniti          | Junior    |
| 14 | Emily Hollowell    | S/O   | 27 agosto 1999   | Stati Uniti          | Sophomore |
| 15 | Megan Cooney       | S/O   | 5 marzo 1999     | Stati Uniti          | Sophomore |
| 16 | Morgan O'Brien     | L     | 15 maggio 1999   | Stati Uniti          | Sophomore |
| 17 | Blayke Hranicka    | C     | 18 giugno 1997   | Stati Uniti          | Senior    |
| 18 | Lexie Smith        | L     | 19 ottobre 1998  | Stati Uniti          | Sophomore |
| 21 | Caroline Welsh     | L     | 29 aprile 1998   | Stati Uniti          | Junior    |

## Mercato
| Acquisti | Acquisti       | Acquisti               | Acquisti   |
| R.       | Nome           | da                     | Modalità   |
| -------- | -------------- | ---------------------- | ---------- |
| P        | Diana Brown    | St. Francis DeSales HS | definitivo |
| L        | Taylor Kuper   | Olathe Northwest HS    | definitivo |
| C        | Ashlyn Fleming | Pacific                | definitivo |

| Cessioni | Cessioni         | Cessioni   | Cessioni   |
| R.       | Nome             | a          | Modalità   |
| -------- | ---------------- | ---------- | ---------- |
| L        | Annika Gereau    | Missouri   | definitivo |
| L        | Brandi Donnelly  | -          | ritirata   |
| S        | Marijke Van Dyke | Louisville | definitivo |
| C        | Tyanna Omazic    | Missouri   | definitivo |
| S        | Kylie Deberg     | Missouri   | definitivo |

## Statistiche

### Statistiche di squadra
| Competizione                       | Punti | In casa | In casa | In casa | In trasferta | In trasferta | In trasferta | Campo neutro | Campo neutro | Campo neutro | Totale | Totale | Totale |
| Competizione                       | Punti | G       | V       | P       | G            | V            | P            | G            | V            | P            | G      | V      | P      |
| ---------------------------------- | ----- | ------- | ------- | ------- | ------------ | ------------ | ------------ | ------------ | ------------ | ------------ | ------ | ------ | ------ |
| Big Ten Conference NCAA Division I | .889  | 17      | 15      | 2       | 14           | 13           | 1            | 5            | 4            | 1            | 36     | 32     | 4      |
| Totale                             | .889  | 17      | 15      | 2       | 14           | 13           | 1            | 5            | 4            | 1            | 36     | 32     | 4      |

G = partite giocate; V = partite vinte; P = partite perse

### Statistiche dei giocatori
| Giocatrice     | Big Ten Conference NCAA Division I | Big Ten Conference NCAA Division I | Big Ten Conference NCAA Division I | Big Ten Conference NCAA Division I | Big Ten Conference NCAA Division I | Totale | Totale | Totale | Totale | Totale |
| Giocatrice     | P                                  | PT                                 | AV                                 | MV                                 | BV                                 | P      | PT     | AV     | MV     | BV     |
| -------------- | ---------------------------------- | ---------------------------------- | ---------------------------------- | ---------------------------------- | ---------------------------------- | ------ | ------ | ------ | ------ | ------ |
| A. Bastianelli | 36                                 | 415.5                              | 298                                | 99.5                               | 18                                 | 36     | 415.5  | 298    | 99.5   | 18     |
| K. Bruder      | 22                                 | 8                                  | 0                                  | 0                                  | 8                                  | 22     | 8      | 0      | 0      | 8      |
| M. Cooney      | 36                                 | 385                                | 343                                | 42                                 | 0                                  | 36     | 385    | 343    | 42     | 0      |
| A. Fleming     | 36                                 | 305                                | 210                                | 76                                 | 19                                 | 36     | 305    | 210    | 76     | 19     |
| E. Hollowell   | 1                                  | 0                                  | 0                                  | 0                                  | 0                                  | 1      | 0      | 0      | 0      | 0      |
| B. Hranicka    | 31                                 | 50.5                               | 38                                 | 12.5                               | 0                                  | 31     | 50.5   | 38     | 12.5   | 0      |
| T. Kuper       | 36                                 | 47.5                               | 3                                  | 0.5                                | 44                                 | 36     | 47.5   | 3      | 0.5    | 44     |
| M. O'Brien     | 36                                 | 30                                 | 2                                  | 0                                  | 28                                 | 36     | 30     | 2      | 0      | 28     |
| J. Poulter     | 36                                 | 201                                | 102                                | 60                                 | 39                                 | 36     | 201    | 102    | 60     | 39     |
| E. Prince      | 33                                 | 332.5                              | 310                                | 22.5                               | 0                                  | 33     | 332.5  | 310    | 22.5   | 0      |
| J. Quade       | 36                                 | 625                                | 560                                | 33                                 | 32                                 | 36     | 625    | 560    | 33     | 32     |
| L. Smith       | -                                  | -                                  | -                                  | -                                  | -                                  | -      | -      | -      | -      | -      |
| E. Walters     | 12                                 | 7                                  | 0                                  | 0                                  | 7                                  | 12     | 7      | 0      | 0      | 7      |
| C. Welsh       | 36                                 | 25                                 | 4                                  | 0                                  | 21                                 | 36     | 25     | 4      | 0      | 21     |

P = presenze; PT = punti totali; AV = attacchi vincenti; MV = muri vincenti; BV = battute vincenti

NB: I muri singoli valgono una unità di punto, mentre i muri doppi e tripli valgono mezza unità di punto; anche i giocatori nel ruolo di libero sono impegnati al servizio